# Cameron Monaghan
Cameron Riley Monaghan (Santa Monica, Califòrnia, 16 d'agost de 1993) és un actor estatunidenc conegut pel seu paper de "Ian Gallagher" en la sèrie Shameless. Va debutar l'any 2002. També ha participat en les pel·lícules Els tres investigadors en el secret de l'illa de l'esquelet (2007) i Els tres investigadors en el secret del castell del terror (2009).

## Filmografia

### Cinema
| Any  | Títol                                                     | Paper          | Notes |
| ---- | --------------------------------------------------------- | -------------- | ----- |
| 2002 | The Wishing Stone                                         | Alex           |       |
| 2005 | Brothers in Arms                                          | Timmy          |       |
| 2006 | Click                                                     | Kevin O'Doyle  |       |
| 2006 | The Santa Clause 3: The Escape Clause                     | Traffic Cop #1 |       |
| 2007 | The Three Investigators and the Secret of Skeleton Island | Bob Andrews    |       |
| 2008 | Dog Gone                                                  | Dexter         |       |
| 2009 | The Three Investigators and the Secret of Terror Castle   | Bob Andrews    |       |
| 2010 | Another Harvest Moon                                      | Jack           |       |
| 2011 | Prom                                                      | Corey Doyle    |       |
| 2012 | 2nd Serve                                                 | Jake           |       |
| 2014 | Jamie Marks Is Dead                                       | Adam McCormick |       |
| 2014 | Vampire Academy                                           | Mason Ashford  |       |
| 2014 | The Giver                                                 | Asher          |       |
| 2014 | Mall                                                      | Jeff           |       |
| 2015 | Amityville: The Awakening                                 | James          |       |